# Vladimir Hafner
Vladimir Hafner (Osijek, 10. prosinca 1886. – Osijek, 21. rujna 1907.), hrvatski skladatelj, dirigent i glazbenik

## Životopis
Rođen je u Osijeku 10. prosinca 1886. godine, a u gradu na Dravi stekao je prvo glazbeno obrazovanje. Kao učenik Učiteljske škole, odnosno Preparandije, sudjelovao je u zavodu zborovođa đačkog pjevačkog i tamburaškog, obrazovnog i literarnog društva „Marulić“. Još za dječačkih dana na tamburici je pokazivao izuzetnu vještinu improvizacije. Svoje je improvizacije uskoro počeo i zapisivati, te na ovaj način nastaju njegove polke, valceri, mazurke, gavotte i koračnice.
Glazbenu je teoriju Hafner učio na Preparandiji kod profesora Toše Mahulfce, a dodatno se educirao i privatno kod Dragutina Trišlera starijeg, organista osječke Župne crkve svetih Petra i Pavla, današnje osječke konkatedrale. Kao zborovođa je sa svojim tamburaškim i pjevačkim zborom priređivao razne koncerte u Osijeku i okolnim mjestima. To mu je priskrbilo ulogu miljenika gradske mladeži i inteligencije. Slabo zdravlje često ga je onemogućavalo u realizaciji velikog broja njegovih ideja. Zbog bolesti morao je izostajati iz Učiteljske škole. Po oporavku, s jednim, gradskim tamburaškim zborom krenuo je na koncertnu turneju po Galiciji, a nakon povratka u Osijek nastavio je s glazbenom edukacijom. Bolest ga je još jednom spriječila u daljnjem školovanju.
Hafner je bio jedan od najvećih talenata s područja tamburaške glazbe. Bio je jedan od skladatelja koji je uvidio nužnost stvaranja izvorne tamburaške glazbene literature – kao temelja opstanka i napretka tamburaške glazbe. Djela skladatelja s prijelaza iz 19. u 20. stoljeće inspirirala su ga za stvaranje karišika "Pod slavjanskim lipama“. Koračnicu "Slava Lisinskom“ skladao je 1904. godine, kao 18-godišnji mladić, inspiriran likom i djelom velikog Vatroslava Lisinskog, čija se 50. obljetnica smrti obilježavala iste godine. Samo djelo dokaz je da je idealizirao upravo tog velikog hrvatskog skladatelja. Koračnica je tiskana kao prilog sisačkog časopisa "Tamburica“, u kojem je Hafner od samih začetaka pisao osvrte o tamburaškim zbivanjima u Slavoniji.
Vladimir Hafner skladao je više koračnica, od kojih svakako treba izdvojiti "Strossmayerovu koračnicu“, posvećenu velikom esekerskom biskupu i meceni preminulom 1905. godine. Od ostalih koračnica ističu se "Mayerova koračnica“, "Osječke djeve“, "Đačka koračnica“, "Lovačka koračnica“ i "Lijepa Ciganka“. U tamburašku je glazbu Hafner prvi unio takozvane "pjesme bez riječi“, što su romantički glazbenici nazivali "listovima za spomenar“. Za spomenar jedne mlade Osječanke, koja mu je očito prirasla srcu, skladao je pjesmu bez riječi pod nazivom "Spomen listak“. Među Hafnerova značajnija djela ubrajaju se polka "Cvjetarica“, gavotta "Vilinski ples“, mazurke "Potočnica“ i "Posavkinja“, fantazija "Kraljica noći“, zatim rapsodija slavenskih melodija i pjesama "12 balkanskih dubrava“, te fantazija narodnih napjeva i plesova "12 slavonskih lugova“. Koncertna skladba "Božićni san“, koju također potpisuje Vladimir Hafner, izdana je u Pragu, kao prilog "Tamburaškemo Vestniku“, u nakladi Saveza čeških tamburaških društava.
Hafner je bio vrstan tamburaš, svirač brača, što ga je potaknulo da za svoje prijatelje iz orkestara i zborova napiše nekoliko djela. Najpoznatija su svakako "Proljetna pjesma“, objavljena postumno u "Hrvatskoj tamburici“ 1942. godine, te "U ljetnoj noći“, "Alpinsko cvijeće“ i polka "Roccoco“. Osim kratkih oblika koje je pisao, odnosno skladao, Hafner je težio i većem glazbenom djelu. Stoga je stvorio glazbenu sliku "Svadba kraljice patuljaka“, koja zauzima značajno mjesto u onodobnoj tamburaškoj glazbi. Glazbeno je ona slična djelima Hruza i Canića, no umjesto seoskih motiva koje su u svojim glazbenim slikama ova dvojica često koristila, Hafner se odlučio za bajku, odnosno mitologiju. Nakon probijanja leda s glazbenom slikom, Hafner je prešao na skladanje drugih većih glazbeno-scenskih djela. Dvije operete – "Veseli đaci“ i "Seoska sablast“ – također su dio Hafnerovog opusa.
Osim glazbeno-skladateljskim, Hafner se bavio i književnim stvaralaštvom. Autor je nekoliko crtica – "Posljednja noć u rodnoj grudi“ objavljena je u časopisu „Narodna obrana“ 1903. godine, a crtica "Cimbal ili kitara“ izašla je u sisačkoj "Tamburici“ 1907. godine, kao osvrt na prijedlog Franje Kuhača o popunjavanju tamburaškog zbora.
Hafner, alias VLA-HA pisao je svoje Esekeriše kšihtn u satiričnim dvotjednicima Kornjača i Krokodil na essekerskom govoru.
Te iste 1907. godine, 21. rujna, Vladimir Hafner je preminuo od posljedica bolesti koja ga je pratila cijelog kratkog života. Sam Franjo Kuhač izrazio je žaljenje zbog njegove preuranjene smrti. Ovako je Kuhač zapisao o Vladimiru Hafneru:
"Tako je Vladimir ostao socius dolorum, koji nije pravo upoznao svoje sposobnosti za određeni glazbeni rad, a taj je bio: ukajditi pučke melodije po živom predavanju puka. Da se on toga latio – pošto je imao izvrstan glazbeni sluh, što se razabire iz njegove zbirke 'Dvadeset ljubavnih pučkih popijevaka iz Slavonije' koje je popijevke vjerno ukajdio – mnogo bi više koristio hrvatskoj umjetničkoj glazbi i njenom razvitku. Uz sve to vrijedno je, da se Hafnerove kompozicije čuvaju od propasti, osobito one, koje je udesio za tamburaški zbor i da imademo dokaza, koliko su obdareni i plodni hrvatski glazbenici.“
Kuhačeve naputke danas slijedi Hrvatski tamburaški savez, predvođen glazbenim djelatnikom i Essekerom Julijem Njikošem. Hafnerova djela redovni su dio programa Međunarodnog festivala hrvatske tamburaške glazbe, koji se iz godine u godinu održava u Osijeku, drugim mjestima Slavonije i Baranje, ali i gradovima izvan hrvatskih granica gdje se njeguje tamburaška glazba.